# Namhansansong
Namhansansong (korejsko 남한산성) je zgodovinsko korejsko mesto-trdnjava v Gvangdžuju v provinci Gjongi v Južni Koreji. Trdnjava, ki je na Unescovem seznamu svetovne dediščine, leži na vrhu gore Namhansan in se razteza v dolžino 12 km. V obdobju Čoson med letoma 1392 in 1910 je služila kot zasilno glavno mesto. Zasnova temelji na arhitekturi trdnjav Vzhodne Azije in vključuje vidike štirih zgodovinskih kulturnih slogov: Čoson v Koreji, obdobje Azuči-Momojama na Japonskem ter Ming in Čing na Kitajskem.
Mesto je bilo obsežno razvito med 16. in 18. stoletjem, obdobjem nenehnega vojskovanja. Tehnični razvoj orožja in oborožitve v tem obdobju, v katerem se je uporabljal smodnik, uvožen iz Evrope, je močno vplival tudi na arhitekturo in postavitev trdnjave. Namhansansong prikazuje, kako so se različne teorije obrambnih mehanizmov v Koreji oblikovale z združevanjem vsakdanjega bivalnega okolja z obrambnimi cilji. Trdnjava kaže na vpliv budizma pri zaščiti države in je postala simbol suverenosti v Koreji.
Do nje je mogoče dostopati iz Seula prek postaje Namhansansong na liniji 8 seulske podzemne železnice.

## Zgodovina
Namhansansong zdaj leži na vrhu gore Namhansan. Zaradi te lege je bil zelo dobro branjen; že pred gradnjo trdnjave je na tem območju obstajalo več obrambnih struktur. Arheološka izkopavanja leta 2005 so odkrila trdnjavo Džudžangsong, ki izvira iz obdobja Sila 57–935. V obdobju Gorjo je na tem območju obstajala utrdba, imenovana trdnjava Gvangdžu (korejsko 광주성; handža 廣州城).
Gradnjo trdnjave je spodbudil upor Ji Gvala leta 1624 in kasnejša invazija Džinov na Čoson leta 1627. Kralj Indžo je naročil Ji Sŏ, naj jo zgradi. Za to nalogo so bili rekrutirani budistični menihi-vojaki iz vseh osmih provinc. Sčasoma so trdnjavi nenehno dodajali nove elemente, ta da je postala najbolje opremljena v Koreji. Sama trdnjava (brez zunanjih zidov) je dosegla obseg 7,545 km. Njegova notranja površina je bila 212,6637 ha.
Namhansansong je bila zgrajena kot zasilno glavno mesto med vojno in upravno središče v miru. Imela je zasilno palačo za kralja, vojaške stavbe in nastanitvene prostore za navadne ljudi. Lahko je sprejela približno 4000 ljudi. Tako naj bi v trdnjavi živeli tako meščani kot kralj, za razliko od nekaterih evropskih gradov, kjer so meščani živeli zunaj utrdb.
Trdnjava je igrala vlogo v številnih zgodovinskih dogodkih. V začetku 20. stoletja je bila prizorišče bitk med pravičnimi vojskami in Japonci. Leta 1907 so Japonci uničili velik del trdnjave, da bi zmanjšali njeno uporabnost za Korejce. Trdnjava je izgubila svojo funkcijo mestnega središča zaradi selitve okrožnega urada Gvangdžu leta 1917, kar je povzročilo degradacijo v oddaljeno gorsko vas. Nato je trdnjava med korejsko vojno med letoma 1950 in 1953 utrpela izgubo prebivalstva in materialne izgube. Danes je Namhansansong turistična atrakcija, potem ko je bila deležna obsežnih obnov obzidja in je od 1970-ih razglašena za pokrajinski park. Od 1980-ih se je število restavracij in različnih turističnih objektov močno povečalo. Zasilna palača in kraljevo svetišče prednikov v trdnjavi sta bila aktivno obnovljena na podlagi različnih študij o Namhansansongu od 1990-ih, leta 2010 pa je bila uvrščena na začasni seznam svetovne dediščine. Leta 2014 je bil vpisana na seznam svetovne dediščine UNESCO.
Od 17. stoletja Namhansansong že generacije upravljajo in ohranjajo prebivalci že vrsto let. Večina trdnjavskih mest v Koreji je v času japonske kolonialne vladavine ter v obdobju industrializacije in urbanizacije doživela hude deformacije in spremembe, zaradi česar so izgubila svojo prvotno postavitev in oblike. Vendar pa je Namhansansong ohranila svojo prvotno postavitev, ker je japonska kolonialna vlada v zgodnejši fazi kolonizacije preselila upravne funkcije in porušila vojaške funkcije, zaradi česar je postal osamljena gorska vas.

## Upravljanje
Center svetovne dediščine Namhansansong je odgovoren za upravljanje in spremljanje kulturne dediščine Namhansansonga, medtem ko je Urad pokrajinskega parka Namhansansong odgovoren za upravljanje in spremljanje objektov za obiskovalce v Namhansansongu in na območju pokrajinskega parka v skladu z Osnovnim načrtom za celovito izboljšanje Namhansansonga iz leta 2012.

## Zahteve glede zaščite in upravljanja
Namhansansong je zaščiten z Zakonom o varstvu kulturne dediščine (CHP Act) in Zakonom o naravnih parkih na nacionalni ravni. Obstajajo tudi posebni odloki in predpisi na ravni provinc in mest. Na podlagi Zakona CHP je celotno območje označeno kot zgodovinsko območje in ima varovalni pas, ki ga obdaja, z omejitvami in predpisi glede razvoja in gradnje. Celotna dediščina in varovalni pas sta zaščitena tudi kot pokrajinski park, ki pokriva širše območje. V okviru teh okvirov je bil vzpostavljen načrt upravljanja ohranjanja, ki zagotavlja dolgoročno zaščito trdnjave in mesta v njej. Za celotno upravljanje dediščine je odgovoren poseben neodvisen subjekt, imenovan Center svetovne dediščine Namhansansong, v sodelovanju z uradom pokrajinskega parka Namhansansong, prebivalci, lokalnimi oblastmi, strokovnjaki in centralno vlado.
Finančno podporo zagotavljata nacionalna in pokrajinska vlada, projekte pa upravlja in izvaja Center svetovne dediščine Namhansansong. Sistem spremljanja nadzoruje ustrezno uporabo in izvrševanje finančnih sredstev ter predlaganih načrtov.
Trenutno stanje ohranjanja je mogoče oceniti v treh komponentah, imenovanih vojaška komponenta, upravna komponenta in ljudska komponenta. Vojaška komponenta vključuje obzidje in strukture trdnjave, zunanje obzidje, arzenal Čimgvedžong in budistične templje. Upravna komponenta obsega svetišče Džvadžon, območje svetišča Usil, palačo za nujne primere, dvorano Džvaseungdang in območje gostišča Inhvagvan. Ljudska komponenta vključuje stele, paviljone in nematerialno dediščino, kot so rituali in obredi. Vse te podkomponente so zabeležene in ustrezno upravljane glede na obliko in vrsto dediščine.
Grožnje za ohranitev območja vključujejo razvojne pritiske, okoljske pritiske, naravne nesreče, pripravljenost na tveganja, pritisk obiskovalcev in rabo zemljišč. Razvojni pritiski so za Namhansansong relativno nizki, saj območje nepremičnine in varovalne pasove učinkovito nadzorujejo zakon o CHP, zakon o naravnih parkih in urbanistično načrtovanje. Pritisk obiskovalcev je morda največji dejavnik tveganja v Namhansansongu. Za trajnostno ohranjanje območij trdnjave preventivni ukrepi vključujejo študije o nosilnosti, redno ocenjevanje pričakovanih obiskovalcev in uporabo mehanizmov načrtovanja s pravnimi instrumenti.

## Galerija
- Južna vrata trdnjave (2010)
- Vrata št. 10 (2010)
- Palača za nujne primere (2014)

## V medijih in literaturi
- Roman Namhansansong Kim Hoona temelji na drugi mandžurski invaziji na Korejo leta 1636, kjer se je kralj Indžo Čoson zatekel v trdnjavo.[5]
- Muzikal Namhansansong iz leta 2009, ki temelji na istoimenskem romanu, se osredotoča na življenja navadnih ljudi in njihov duh preživetja v težkih razmerah. V njem je nastopil Jesung iz fantovske skupine Super Junior kot zlobnež Jung Myung-soo, služabnik, ki je postal tolmač. Uprizorili so ga od 9. oktobra do 14. novembra v operni hiši umetniškega centra Seongnam.[6]
- Dae Jang Geum (2003)
- Dong Ji (TV serija) (2010)
- Lovci na sužnje (2010)
- Nihče ni hči Haevon (2013)
- Trdnjava, film iz leta 2017, ki ga je režiral Hvang Dong-hjuk, katerega korejski naslov je ime same trdnjave (Namhansansong).
- Moj najdražji (TV serija 2023 - zgodnje epizode)